# 플라스마권

지구의 플라스마권의 개요도. 태양풍이 왼쪽에서 오른쪽으로 불고 있다.

플라스마권(영어: plasmasphere) 또는 내부 자기권은 낮은 에너지(차가운) 플라스마로 구성된 지구 자기권의 영역 중의 하나이다. 그것은 이온층 위에 위치하며 외부 경계는 플라스마권계면으로 알려져 있다. 플라스마권계면은 플라스마 밀도의 한 자릿수 하락에 의해 정의된다.
플라스마권은 1963년 돈 카핀터가 VLF 휘슬러(호각) 파동 자료에서 발견하였다. 전통적으로 플라스마권은 지자기장에 의해 완전히 지배되는 입자 움직임의 잘 움직이는 그리하여 지구와 함께 회전하는 차가운 플라스마로 여겨져 왔다. 반면 근래의 위성 관측은 깃털과 물어 뜯긴 것 같은 밀도 불균일이 형성됨을 보였다. 그것은 또한 플라스마권이 지구와 같이 항상 회전하지는 않음을 보여 주었다.